# Murray Hamilton
Murray Hamilton (24. marts 1923 – 1. september 1986) var en amerikansk skuespiller.
Han medvirkede i sin karriere i en række TV-serier og spillefilm. Han var formentlig mest kendt for sin rolle som Mr Robinson i filmen Fagre voksne verden og som borgmester Larry Vaughn i filmen Dødens gab.